# A Million Little Things
A Million Little Things är en amerikansk komedi- och dramaserie som började sändas den 26 september 2018. Serien är skapad av DJ Nash. Den femte och sista säsongen hade premiär i USA den 8 februari 2023. I Sverige kommer serien att visas på TV4 Play med start 19 juni 2023.

## Handling
Serien utspelar sig i Boston och kretsar kring en grupp vänner som omvärderar sina livsval efter att en person i gruppen valt att begå självmord.

## Rollista i urval
- David Giuntoli - Eddie Saville
- Romany Malco - Rome Howard
- Allison Miller - Maggie Bloom
- Christina Moses - Regina Howard
- Christina Ochoa - Ashley Morales
- Grace Park - Katherine Kim
- James Roday Rodriguez - Gary Mendez
- Stéphanie Szostak - Delilah Dixon
- Lizzy Greene - Sophie Dixon
- Floriana Lima - Darcy Cooper
- Ron Livingston - Jon Dixon
- Drea de Matteo - Barbara Nelson
- Chandler Riggs - PJ Nelson
- Melora Hardin - Patricia Bloom
- Jason Ritter - Eric
- Ryan Hansen - Camden Lamoureux
- Stephnie Weir - Jane Goodman
- Cameron Esposito - Greta Strobe